# Tonia Tisdell
Tonia D. Tisdell (* 20. März 1992 in Monrovia) ist ein liberianischer Fußballspieler.

## Karriere
Tonia Tisdell erlernte das Fußballspielen in seiner Heimat Liberia und wechselte mit 17 Jahren in die Türkei zu Ankaraspor. Ohne ein Spiel für seinen neuen Vertrag zu absolvieren, wurde er für die Saison an Karşıyaka SK ausgeliehen.
Zum Frühjahr wechselte er zu MKE Ankaragücü, wurde aber wieder ohne ein Spiel zu absolvieren an Mersin İdman Yurdu SK ausgeliehen. Hier wurde er auf Anhieb regelmäßig im Profi-Team eingesetzt. Die Saison 2010/11 schloss er mit seiner Mannschaft als Meister der 1. Lig ab und erreichte so den direkten Aufstieg in die Süper Lig. Zum Saisonende versuchte man Tisdell samt Ablöse zu holen, jedoch scheiterte der Transfer an der zu hohen Ablöse.
Die Saison 2011/12 begann Tisdell dann bei Ankaragücü. Hier kam er zu regelmäßigen Einsätzen. Da sein Verein gegen Saisonmitte die Spielergehälter nicht zahlen konnte, wurde Tisdell per Vertrag freigestellt. Daraufhin wechselte er zu seinem alten Verein Ankaraspor. Weil Ankaraspor wiederum in der Saison 2011/12 nicht an der Liga teilnahm, wurde Tisdell bis Saisonende an Mersin İdman Yurdu ausgeliehen.
Nachdem Ankaraspor sich dazu entschied dem Spielgeschehen auch in der Spielzeit 2012/13 fernzubleiben, wurde Tisdell freigestellt. Daraufhin einigte sich Tisdell mit dem Zweitliganeuling Şanlıurfaspor. Für die Rückrunde der Saison 2015/16 wurde er an den Zweitligisten Karşıyaka SK ausgeliehen.
Für die Saison 2017/18 lieh ihn sein Verein an den Zweitligisten MKE Ankaragücü aus. Dort kam er in acht Spielen zum Einsatz.
Zur Saison 2018/19 unterschrieb Tisdell einen Einjahresvertrag bei Denizlispor. Hier konnte er sich jedoch nicht durchsetzen, sodass er bereits in der Winterpause zu Nea Salamis Famagusta nach Zypern wechselte.